# Contabilidad presupuestaria
La contabilidad pública en España es el sistema contable que utiliza el sector público español que se haya sujeto la Ley General Presupuestaria (LGP) española.
El presupuesto público español presenta los gastos e ingresos de los poderes públicos durante el año. Un gasto es toda transacción que implica una aplicación financiera (uso de fondos) y un recurso (también denominado ingreso) es toda operación que implica la utilización de un medio de financiamiento (fuente de fondos).
- En términos contables, los gastos tienen tres orígenes:
  - Resultados negativos, que surgen de la operatoria cotidiana (pago de ordenadores, servicios o contratos, salarios);
  - Incremento de activos, cuando el Estado adquiere, por ejemplo, un bien;
  - Disminución de pasivos, al pagarse una deuda.
- Los ingresos, en cambio, se originan en transacciones que representan:
  - Resultados positivos (por ejemplo, la recaudación tributaria);
  - Disminución de activos (venta de un inmueble, entre otros);
  - Incremento de pasivos, al contraer deuda.

## Clasificaciones Presupuestarias
Pueden expresarse de distintas maneras. Para cumplir con los objetivos de Claridad y Programación que tiene el presupuesto, se elaboran las clasificaciones presupuestarias. Se trata de instrumentos normativos los recursos y gastos de acuerdo a ciertos criterios, cuya estructuración se basa en el establecimiento de aspectos comunes y diferenciados de las operaciones administrativas. Las clasificaciones presupuestarias facilitan la toma de decisiones por parte de las autoridades en todas las etapas del proceso presupuestario.
El grado de agregación de las cuentas públicas se corresponde con los niveles de gestión: el funcionario que administra determinado programa gubernamental precisará trabajar con una mayor segregación que el Ministro. Siguiendo este criterio, existen dos tipos de clasificaciones:
- Las analíticas o primarias a través de los cuales se registra cada transacción;
- Y las agregadas, que surgen de la combinación de dos o más clasificadores primarios.

### Clasificación de los gastos públicos en España
Los estados de gastos de los presupuestos públicos en España aplican las clasificaciones orgánica, funcional agregada en programas y económica.
- La clasificación orgánica agrupa los créditos para gastos por cada órgano o servicio (¿Quién gasta?).
- La clasificación funcional o por programas agrupa los créditos según la naturaleza de las actividades a realizar (¿Para qué se gasta?). El departamento encargado de los presupuestos (Ministerio de Hacienda) suele establecer un sistema de objetivos que sirve de marco a la gestión presupuestaria y, de conformidad con ellos, se clasifican los créditos por programas. Esta clasificación sólo se aplica a los gastos, pero no a los ingresos. Los créditos de gasto se agrupan por áreas de gasto, políticas de gasto, grupo de programas y programas. Las áreas de gasto son:
  - Área de gasto 1: servicios públicos básicos
  - Área de gasto 2: actuaciones de protección y promoción social
  - Área de gasto 3: producción de bienes públicos de carácter preferente
  - Área de gasto 4: actuaciones de carácter económico
  - Área de gasto 9: actuaciones de carácter general

La estructura de programas diferencia los programas de carácter finalista (con las letras A a L) y los programas instrumentales y de gestión (con las letras M a Z).
- La clasificación económica: Implica la separación de los gastos corrientes, los gastos de capital, las operaciones financieras y el fondo de contingencia (¿En qué se gasta?). Esta clasificación se aplica para los gastos y para los ingresos. Los créditos de gasto se agrupan por capítulos, artículos, conceptos y subconceptos. Los capítulos son: 
  - En los gastos corrientes:
    - Capítulo 1: "Gastos de personal"
    - Capítulo 2: "Gastos en bienes corrientes y de servicios"
    - Capítulo 3: "Gastos financieros"
    - Capítulo 4: "Transferencias corrientes"

  - En el fondo de contingencia
    - Capítulo 5: "Fondo de Contingencia presupuestaria" (Este capítulo solo lo aplica la Administración General del Estado y no el resto de administraciones españolas)

  - En los gastos de capital:
    - Capítulo 6: "Inversiones reales"
    - Capítulo 7: "Transferencias de capital"

  - En las operaciones financieras:
    - Capítulo 8: "Activos financieros"
    - Capítulo 9: "Pasivos financieros"

### Clasificación de los ingresos públicos en España
La previsión de ingresos de los presupuestos públicos en España emplea la clasificación económica, distinguiendo su origen, es decir si se trata de impuestos directos o indirectos, tasas, transferencias corrientes o de capital, enajenación de inversiones o de activos, incremento de pasivos, etc.
El modelo de clasificación económica que se emplea en los Presupuestos Generales del Estado en España, es el siguiente:
1.- Impuestos directos y cotizaciones sociales
2.- Impuestos indirectos
3.- Tasas, precios públicos y otros ingresos
4.- Transferencias corrientes
5.- Ingresos patrimoniales
6.- Enajenación de inversiones reales
7.- Transferencias de capital
8.- Activos financieros
9.- Pasivos financieros